# 1991 nos jogos eletrônicos
1991 teve diversas sequências e pré-sequências em jogos eletrônicos, e novos títulos como Mega Man 4, The Legend of Zelda: A Link to the Past and Sonic the Hedgehog.

## Eventos

### Consoles
Com o sucesso do Super Nintendo, a Sega precisava lançar algo para competir com a Nintendo, com isso, lançou o Sega CD em 12 de dezembro no Japão, um dos primeiros a possuir uma entrada para CD.
Correndo por fora da disputa, a Philips lança o CD-i.

### Jogos eletrônicos
| Nome                                           | Gênero               | Plataforma                          | Desenvolvedor   |
| ---------------------------------------------- | -------------------- | ----------------------------------- | --------------- |
| Sonic the Hedgehog                             | Platafomer           | Sega Genesis                        | Sega            |
| Ninja Gaiden III: The Ancient Ship of Doom     | Platafomer           | Nintendo Entertainment System       | Tecmo           |
| Castlevania II: Belmont's Revenge              | Platafomer           | Game Boy                            | Konami          |
| Battletoads                                    | Beat 'em Up          | Nintendo Entertainment System       | Rare            |
| Mega Man IV                                    | Platafomer           | Nintendo Entertainment System       | Capcom          |
| Captain Commando                               | Beat 'em Up          | Arcade                              | Capcom          |
| Super Castlevania IV                           | Platafomer           | Super Nintendo Entertainment System | Konami          |
| Teenage Mutant Ninja Turtles : Turtles in Time | Beat 'em Up          | Super Nintendo Entertainment System | Konami          |
| Kid Icarus: Of Myths and Monsters              | Platafomer           | Game Boy                            | Nintendo        |
| Streets of Rage                                | Beat 'em Up          | Sega Genesis                        | Sega            |
| Duke Nukem                                     | First Person Shooter | MS-DOS                              | Apogee Software |
| Metroid II: Return of Samus                    | Platafomer           | Game Boy                            | Nintendo        |
| The Legend of Zelda : A Link To The Past       | Action RPG           | Super Nintendo Entertainment System | Nintendo        |
| Sunset Riders                                  | Action               | Arcade                              | Konami          |
| Golden Axe II                                  | Beat 'em Up          | Sega Genesis                        | Sega            |
| Monkey Island 2 : LeChuck's Revenge            | Point and Click      | MS-DOS                              | LucasArts       |
| Street Fighter II                              | Fighting             | Arcade                              | Capcom          |
| Sonic The Hedgehog                             | Platafomer           | Master System                       | Sega            |
| Civilization                                   | Strategy             | MS-DOS                              | MicroProse      |
| Road Rash                                      | Racing               | Sega Genesis                        | Electronic Arts |

### Emulação
A quarta geração de consoles de jogos eletrônicos foi a mais emulada em computadores e video games.[carece de fontes?] O Mega Drive, o Super Nintendo, o NeoGeo e muitos outros, tiveram emuladores, Hacks e também ROMS piratas.

### Empresas
As seguintes empresas foram criadas: Vicarious Visions, Inc, id Software, Bungie, Silicon & Synapse (agora conhecida como Blizzard Entertainment), The 3DO Company (fundada como SMSG, Inc.) e Cyberdreams.